# Безек Бейнлеуми
Безек Бейнлеуми (ивр. בזק בינלאומי‎) — компания в Израиле.
Компания была основана в 1996 году. Является дочерней фирмой телефонной компании Безек. Предоставляет услуги в сфере связи — звонки за границу (код 014). Один из провайдеров быстрого интернета. Интернет Безек Бейнлеуми насчитывает к концу июня 2007 года 924 000 клиентов.
Компания владеет 37 % интернет-портала Walla!.
Оборот компании в 2007 году составил 1.3 мрд. шекелей (свыше 250 млн долларов), чистая прибыль — 204 млн. шекелей.